# Territorio de Jerusalén dependiente del patriarca de Bagdad de los caldeos
El territorio de Jerusalén (en árabe: أورشليم‎) es una circunscripción eclesiástica de la Iglesia católica en Tierra Santa. Se trata de un territorio dependiente del patriarca de Bagdad de los caldeos de la Iglesia católica caldea, Luis Rafael I Sako. Desde el 2011 el cargo de protosincelo está vacante.

## Territorio y organización
El territorio extiende su jurisdicción sobre los fieles católicos de rito caldeo residentes en los Territorios Palestinos (o Estado de Palestina) y en Israel. Tiene a su frente un protosincelo, aunque el cargo está vacante desde 2011.
El territorio es un área dentro del territorio propio de la Iglesia patriarcal, en la cual el patriarca tiene jurisdicción de acuerdo con el canon 101 del Código de los cánones de las Iglesias orientales, que expresa que «En su propia eparquía, en los monasterios estauropégicos y en otros lugares donde no esté establecida una eparquía ni un exarcado, el patriarca tiene los mismos derechos y obligaciones que un obispo eparquial».
La sede del territorio se encuentra en la ciudad de Jerusalén Este.

## Historia
Fue erigido circa 1908 como exarcado patriarcal de Jerusalén por el patriarca Joseph Emmanuel II Thomas y permaneció vacante entre 1927 y 1944. En 1970 pasó a ser un vicariato patriarcal, pero en 1991 fue nuevamente promovido a exarcado patriarcal. En 1997 pasó a ser un territorio dependiente del patriarca.

## Episcopologio

### Exarcas patriarcales de Jerusalén
- Ishaq Khoudabash (1908-1927)
  - Sede vacante (1927-1944)
- Boutros Sha’ya (1944-1970 nombrado vicario patriarcal)

### Vicarios patriarcales de Jerusalén
- Boutros Sha’ya (1970-1978)
  - Sede vacante (1978-1980)
- Henri Gouillon (1980-1990)
- Paul Collin (1990-1991)

### Exarcas patriarcales de Jerusalén
- Paul Collin (1991-1997 nombrado protosincelo)

### Protosincelos de Jerusalén
- Paul Collin (1997-2011)